# Valley of the Damned
Valley of the Damned è l'album di debutto della band speed power metal inglese DragonForce, uscito nel 2003. Riprende il nome di un demo del 2000 della stessa band, i cui brani sono stati tutti ripresi per questo album.
È l'unico album a vedere la partecipazione del secondo bassista Diccon Harper e del secondo batterista Didier Almouzni. Alle registrazioni ha collaborato Clive Nolan (Pendragon, Shadowland, Arena), registrando i cori ed alcune parti di tastiera.
Una ristampa dell'album era stata annunciata per il 24 settembre 2007, ma è stata successivamente rimandata a data da destinarsi, per poi essere distribuita nei primi mesi del 2010. La ristampa contiene un DVD bonus, un brano extra (Where Dragons Rule, precedentemente apparso solo nell'edizione giapponese del demo), e tutte le tracce interamente remixate e rimasterizzate, compresa la bonus track giapponese.

## Tracce

### Album
1. Invocation of the Apocalyptic Evil (Sam Totman) – 0:13
2. Valley of the Damned (Totman, ZP Theart, Herman Li) – 7:12
3. Black Fire (Totman, Theart) – 5:47
4. Black Winter Night (Totman, Theart) – 6:30
5. Starfire (Totman, Theart) – 5:53
6. Disciples of Babylon (Theart, Li) – 7:16
7. Revelations (Totman, Theart) – 6:52
8. Evening Star (Li, Theart) – 6:39
9. Heart of a Dragon (Totman, Theart) – 5:22

Traccia bonus
1. Where Dragons Rule (Steve Williams, Theart, Totman) – 5:50

### Demo
1. Valley of the Damned (Totman, Theart, Li) – 6:56
2. Revelations (Totman, Theart) – 6:57
3. Starfire (Totman, Theart) – 5:45
4. Black Winter Night (Totman, Theart) – 6:20
5. Disciples of Babylon (Theart, Li) – 7:06

## Formazione

### Album
- ZP Theart – voce
- Herman Li – chitarra, cori
- Sam Totman – chitarra
- Vadym Pružanov – pianoforte, tastiere,cori
- Diccon Harper – basso
- Didier Almouzni – batteria

Collaboratori
- Clive Nolan – cori, tastiere addizionali

### Demo
- ZP Theart – voce
- Herman Li – chitarra, cori
- Sam Totman – chitarra, cori
- Steve Williams – tastiere, cori
- Steve Scott – basso, cori

Collaboratori
- Clive Nolan – cori, tastiere addizionali
- Peter Hunt – batteria